# Espectrofotòmetre Dobson

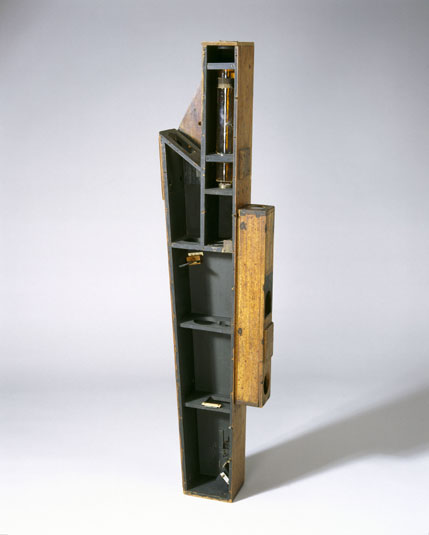
espectròmetre Dobson

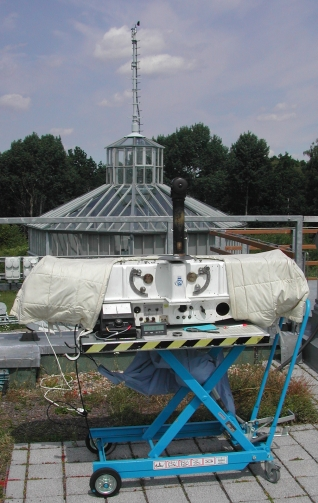
Espectrofotòmetre DobsonD071 de l'Observatori Meteorològic de Lindenberg

L'espectrofotòmetre Dobson, va ser el primer instrument que es va utilitzar per mesurar l'ozó a l'atmosfera. L'espectrofotòmetre Dobson és un espectròmetre d'absorció òptica diferencial, va ser inventat per Gordon Dobson.
Els espectrofotòmetres Dobson es poden utilitzar per mesurar tant la columna d'ozó total com els perfils d'ozó a l'atmosfera. Les molècules d'ozó absorbeixen la llum ultraviolada més energètica a l'atmosfera abans que les radiacions UV arribi a la superfície de la terra. No obstant això, hi ha llum ultraviolada, com ara els raigs UV-B i els raigs UV-A, que l'ozó no absorbeix.
L'espectròmetre Dobson mesura l'ozó total mitjançant el mesurament de la intensitat relativa de la radiació UV-B perillós que arriba a la Terra i comparant-la amb la de la radiació UV-A a nivell del terra. Si tot l'ozó s'elimina de l'atmosfera, la quantitat de radiació UV-B seria igual a la quantitat de radiació UV-A a terra. Com que la capa d'ozó existeix a l'atmosfera, l'espectròmetre Dobson pot utilitzar la relació entre la radiació UV-A i UV-B a terra per determinar la quantitat d'ozó és present en l'atmosfera.
L'espectròmetre compara dues intensitats diferents longituds d'ona, UV-B (305 nm) i UV-A (325 nm). Els resultats es mesuren en unitat Dobson, igual al gruix de la capa d'ozó comprimit a condicions estàndard de temperatura i pressió (STP) a la columna.
La distribució vertical de l'ozó es calcula utilitzant el mètode de Umkehr. Aquest mètode es basa en la intensitat de la llum UV reflectida, en comptes de la directa. La distribució d'ozó es deriva del canvi en la relació de dues freqüències UV amb el temps com el sol. Un mesurament Umkehr triga unes tres hores, i proporciona dades fins a una altitud de 48 km, amb la informació més precisa per altituds superiors a 30 km.
El mètode Dobson té inconvenients: és fortament afectat pels aerosols i contaminants a l'atmosfera, ja que també absorbeixen part de la llum de la mateixa longitud d'ona. Els mesuraments es realitzen sobre una àrea petita. Avui dia aquest mètode s'utilitza sovint per calibrar les dades obtingudes per altres mètodes, incloent-hi els satèl·lits.